# Bernhard Hugo von Holleuffer
Bernhard Hugo von Holleufer (auch: Bernhard Hugo von Holleuffer; * 6. Oktober 1827 in Eisleben, Provinz Sachsen; † 9. August 1888 in Hildesheim) war ein Königlich Preußischer Stallmeister am Militärreitinstitut Hannover und Sachbuch-Autor zur Ausbildung von Pferden insbesondere zum Dressurreiten.

## Leben und Werk

### Familie
Geboren 1827 als Angehöriger des Adelsgeschlechts Holleuffer, heiratete Bernhard Hugo von Holleuffer am 5. September 1861 in der Residenzstadt des seinerzeitigen Königreichs Hannover die Witwe Adele Graebe (geborene Schaumann; * 25. Juni 1828 in Hannover; † 23. Oktober 1894 in Hildesheim; in erster Ehe verheiratet mit dem Großkaufmann Otto Graebe, * 7. August 1817 in Braunschweig; † 17. September 1848 in Magdeburg), Tochter des Königlich großbritannischen Generalkriegskommissars August Schaumann und der Charlotte Schwabe. Aus der Ehe gingen mehrere Kinder hervor, darunter der Sohn Hans Heinrich von Holleuffer (* 18. Juni 1862 in Schwedt an der Oder; † 10. März 1908 in Niederlößnitz), Königlich preußischer Hauptmann a. D. und Ehrenritter des Johanniterordens.

### Werdegang
Hugo von Holleuffer durchlief in Hannover eine Ausbildung als „Scholar“ im Königlich Hannoverschen Marstall bei dem seinerzeit berühmten General Hans Georg Meyer.
Als Nachfolger des 1865 verstorbenen Siedler wirkte Holleuffer dann zunächst Schwedt/Oder, übernahm die Traditionen seines Vorgängers, bevor er später in Hannover für die Ausbildung von Schulpferden vor allem in den Pilaren verantwortlich wurde und dort eine anerkannte Autorität wurde. Bis zu seinem Dienstende 1887 wuchs von Holleuffer jedoch über die engen Auffassungen Siedlers hinaus.
Bereits nach dem Deutschen Krieg war der Bereiter Adolph Schmidt als Zweiter Stallmeister am Militärreitinstitut tätig geworden, bevor dieser 1876 an die später so genannte Königlich Bayerische Equitationsanstalt in München wechselte.
Von Holleuffer wirkte als Beamter der Königlich Preußischen Armee und Erster Stallmeister am Militärreitinstitut. Er veröffentlichte in der Gründerzeit des Deutschen Kaiserreichs im Jahr 1882 über die Hahnsche Buchhandlung seine Schrift über die Bearbeitung des Reit- und Kutschpferdes zwischen den Pilaren …. Das mit Zeichnungen des Pferdemalers Alfred Stöcke illustrierte Werk enthielt zudem Übersetzungen des französischen Reitmeisters François Robichon de la Guérinière zu den Themen Jagdpferde, Tourniere, Lanzengefechte, Carussels, Kopf- und Ringrennen sowie Ballet.
Knapp eineinhalb Jahrzehnte später erschien das Werk 1896 in einer zweiten, verbesserten Auflage, nun jedoch mit 40 Zeichnungen von Alfred Stoecke und einem Anhang über Jagdpferde.
Von Holleuffer gilt als vielen als derjenige, der die Begriffe „Rückengänger“ und „Schenkelgänger“ einführte. Andere nennen jedoch zunächst die Gebrüder Günther (1859) und d´Elpons (1877).
In seiner Bearbeitung des Reit- und Kutschpferdes … schrieb von Holleuffer über die Schenkelgänger:

„[Sie] verrichten die Bewegungen ohne Mitgebrauch der Wirbelsäule, die Bewegungen sind hart oder gespannt, nicht raumgreifend, entweder übereilt oder träge, sie richten ihre Beine und die Reiter zugrunde, sie stehen entweder hinter dem Zügel oder liegen tot auf demselben und sind nicht zuverlässig im Gehorsam.“

Diesen stellte er die Rückengänger entgegen:

„Die Rückengänger bedienen sich dagegen bei allen Bewegungen der Schwingungen nach vorn und nach unten: je kräftiger und spielender diese sind, je aktiver und raumgreifender, je weicher und elastischer, frischer und entschlossener sind die Bewegungen, die Pferd und Reiter gesund erhalten und das Erstere dem Letzteren in vollkommenem Gehorsam in die Hand spielen.“

Allerdings irrte sich von Holleuffer in seinem Glauben, dass „diese Schwingungen in einem sich bei jeder Bewegungsfolge wiederholenden Auf- und Abwölben der Wirbelsäule bestehen.“ Stattdessen blieb es Gustav Steinbrecht in seiner 1885 erschienenen Schrift Das Gymnasium des Pferdes sowie dem Schweizer Pferdearzt Hermann Schwyter mit seiner 1907 erschienenen Arbeit Über das Gleichgewicht des Pferdes vorbehalten, von Holleuffers Theorie „auf ihr richtiges Maß (den hergegebenen Rücken) zurückzuführen.“
Gegen Ende seiner Karriere litt von Holleuffer sehr darunter, „dass ihm noch vor seinem Abgehen durch den Momentfotografen Anschütz bewiesen wurde, dass seine Lehre von der Fußfolge teilweise falsch sei.“

## Schriften
- Bernhard H. von Holleuffer: Die Bearbeitung des Reit- und Kutschpferdes zwischen den Pilaren als eine der leichtesten und lohnendsten Unterstützung bei der Dressur, darin: Über Jagdpferde, Tourniere, Lanzengefechte, Carussels, Kopf- und Ringrennen und Ballet von de la Guérinière in einer Übersetzung von J. Daniel Knöll, illustriert mit 9 S/W-Tafeln;
  - Hannover: Hahn, 1882
  - 2., verbesserte Auflage, Hannover; Leipzig: Hahn, 1896
  - Nachdruck, Hildesheim; Zürich; New York: Olms, 2000, ISBN 978-3-487-08268-4 und ISBN 3-487-08268-3
  - Digitalisat auf der Seite der Stiftung Tierärztliche Hochschule Hannover
  - als PDF-Angebot auf der Seite chomuklesssoda.firebaseapp.com